# Weybridge (Vermont)
Weybridge város az USA Vermont államában, Addison megyében. Lakosainak száma 814 fő (2020. április 1.).

## Népesség
A település népességének változása:

| 2010 | 833 |
| 2020 | 814 |